# Петко Колев
Петко Колев е български просветен деец от ранното Възраждане в Македония.

## Биография
Петко Колев е роден в 1794 година в Берово, тогава в Османската империя в семейството на българския учител в Берово Коле. Първоначалното си образование Петко получава в родното си село под ръководството на баща си. Като дете се отличил с превъзходно църковно пеене. В 1812 година заминава да учи източно църковно пеене в Мелник при видния гръцки учител Ставридис, който неуспешно се опитал да го привлече към елинизма.
В 1825 или 1826 година Петко Колев се жени в родното си село, а в следващата година става учител в Берово на мястото на стария си вече баща. Петко развива широка обществена дейност за повдигане на образованието и българщината сред деца и възрастни. Обикаля селата, за да съветва хората да отварят български училища. Петко Колев се прочува не само в Беровско, но и в Неврокопско и Пиянечко. Продължил да пее в църквите и да води проповеди, разпространявайки идеята за отваряне на български училища. По негова инициатива се отварят български училища в селата Владимирово, Русиново, Смоймирово и Пехчево.
В 1836 година Колев отваря българско училище в горноджумайското село Логодаж. В 1839 година убеждава логодажчани да построят църква. Колев препоръчва за свещеник на логодажчани своя съселянин йеромонах Софроний, който е свещеник и учител в селото до 1878 година, след което отива в Кочериново.
От 1839 до 1843 година Колев учителства в Тросково, Лешко, Селище и други села. В 1844 година се мести за учител в Царево село, където с големи трудности успява да извоюва отварянето на българско училище. Умира едва три месеца след отварянето на училището.